# قصيبة انتهائية

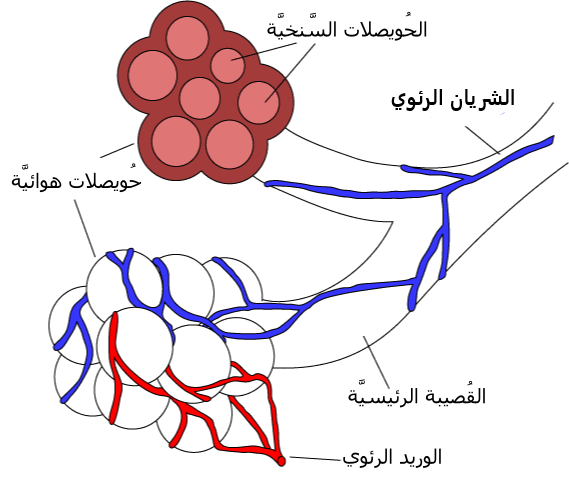

قصيبة انتهائية (بالإنجليزية:  Terminal bronchiole)‏ هي قصيبة في نهاية  المنطقة الموصلة (conducting zone) للمسالك الهوائية. هذه القصيبات الدقيقة- قرابة 30000 قصيبة في كل رئة- هي عبارة عن النهايات الطرفية  للقصبات الثالثية (أو القطعية) التي تنقسم إلى القصيبات الانتهائية التي تنقسم إلى القصيبات التنفسية تفضي إلى  الاسناخ عبر  القنوات السنخية. 
القصيبات الانتهائية مغطاة بظهارة مكعبية الخلايا وتحتوي خلايا كلارا- خلايا غير مهدبة. تحتوي على عدد محدود من الخلايا المهدبة لا تنتشر فيها خلايا كأسية. خلايا كلارا تساهم بتكوين جزء من فاعل بالسطح الرئوي.